# Samantha Maloney
Samantha Maloney (* 11. prosince 1975 New York City, New York, USA) je americká bubenice. V letech 1993–1998 hrála ve skupině Shift, odkud následně přešla k Hole. Tam působila do roku 2000, kdy na čtyři roky přešla k Mötley Crüe. Rovněž spolupracovala s hudebnicí Peaches, skupinou Eagles of Death Metal a v letech 2009–2010 působila v Brother Clyde.
V roce 2006 hrála roli Maureen Tuckerové ve filmu Warholka.